# Shaft (studio)

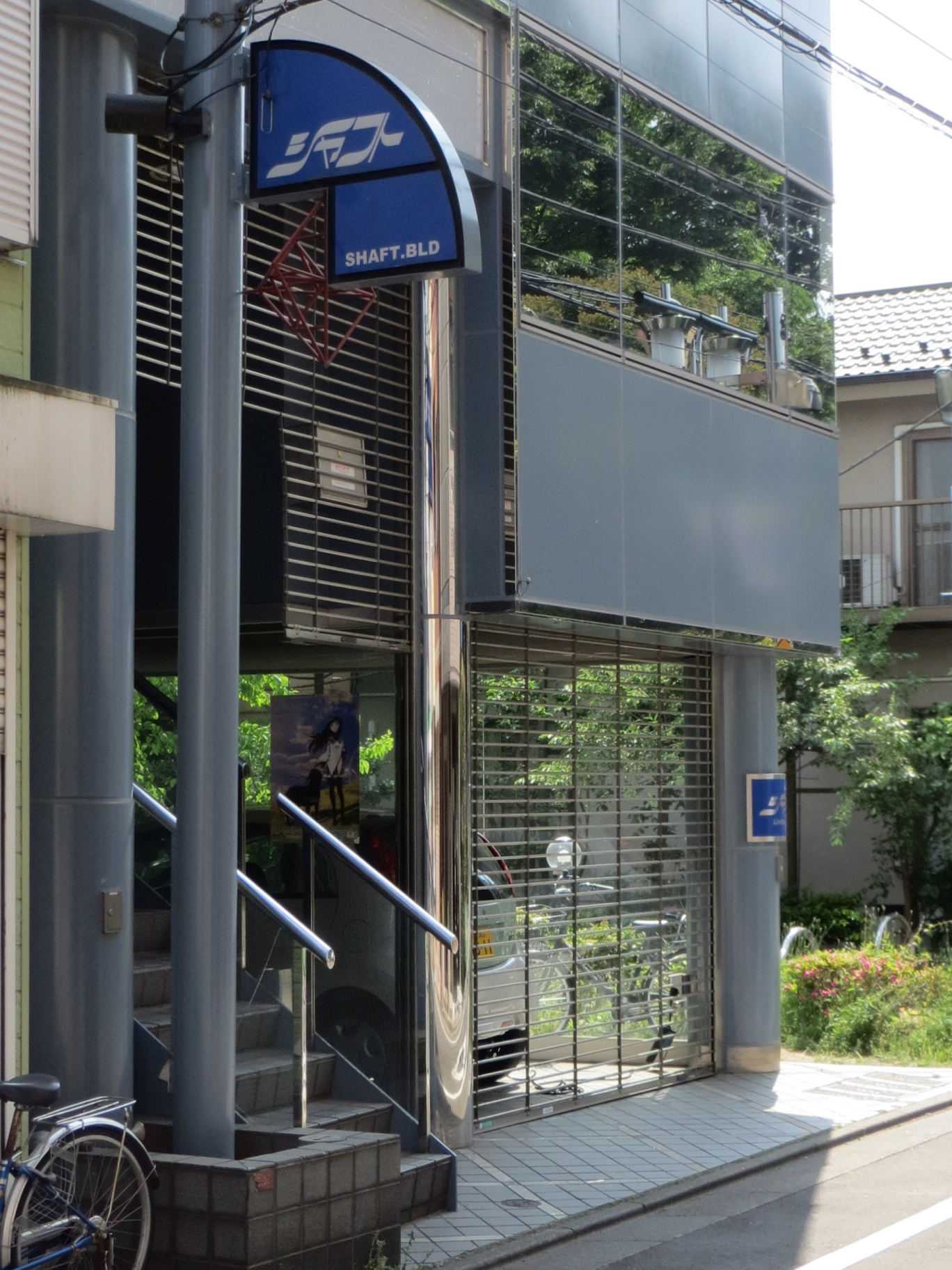
Siedziba studia Shaft w Suginami

Shaft, Inc. (jap. 有限会社シャフト Kabushiki-gaisha Shafuto) – japońskie studio zajmujące się animacją i produkcją anime. Zostało założone 1 września 1975 roku przez Hiroshiego Wakao.

## Produkcje
Opracowano na podstawie źródła.
1995
- Jūnisenshi: Bakuretsu Eto Ranger (jap. 十二戦支 爆裂エトレンジャー Jūnisenshi bakuretsu etorenjā) (1995)

2000
- Dotto! Koni-chan (jap. ドッとKONIちゃん)

2001
- Mahoromatic (jap. まほろまてぃっく Mahoromatikku)

2002
- Arcade Gamer Fubuki (jap. アーケードゲーマーふぶき ākēdogēmā fubuki)
- Mahoromatic: Motto utsukushii mono (jap. まほろまてぃっく 〜もっと美しいもの〜 mahoromatikku 〜 motto utsukushī mono 〜)

2003
- Popotan (jap. ぽぽたん)

2004
- Tsukuyomi Moon Phase (jap. 月詠 -MOON PHASE-)

2005
- Pani Poni Dash! (jap. ぱにぽにだっしゅ！ Paniponidasshu!)

2006
- REC
- Magister Negi Magi Negima!? Spring Special!? (jap. ネギま!?春スペシャル!? Negima!? Haru supesharu!?)
- Negima!? Natsu Special!? (jap. ネギま!?夏スペシャル!? Negima!? Natsu supesharu!?)
- Negima!? (jap. ネギま!?)

2007
- Hidamari Sketch (jap. ひだまりスケッチ)
- Gekijōban Kino no tabi the Beautiful World byōki no kuni -For You- (jap. 劇場版 キノの旅 the Beautiful World 病気の国 -For You-)
- Sayonara Zetsubō-sensei (jap. さよなら絶望先生)
- ef – a tale of memories.

2008
- Zoku Sayonara Zetsubō-sensei (jap. 俗・さよなら絶望先生)
- Hidamari Sketch ×365 (jap. ひだまりスケッチ×365)
- Mahō sensei Negima 〜shiroki tsubasa ALA ALBA〜 (jap. 魔法先生ネギま！ 〜白き翼 ALA ALBA〜)
- ef – a tale of melodies.
- Goku Sayonara Zetsubō-sensei (jap. 獄・さよなら絶望先生)

2009
- Maria†Holic (jap. まりあ†ほりっく Maria† horikku)
- Natsu no arashi! (jap. 夏のあらし！)
- Zan Sayonara Zetsubō-sensei (jap. 懺・さよなら絶望先生)
- Bakemonogatari (jap. 化物語)
- Mahō sensei Negima 〜mō hitotsu no sekai〜 (jap. 魔法先生ネギま！ 〜もうひとつの世界〜)
- Natsu no arashi! Akinai-chū (jap. 夏のあらし! 春夏冬中)
- Zan Sayonara Zetsubō-sensei: Bangaichi (jap. 懺・さよなら絶望先生　番外地)

2010
- Hidamari Sketch × ☆☆☆ (jap. ひだまりスケッチ×☆☆☆ Hidamari suketchi × ☆☆☆)
- Dance in the Vampire Bund (jap. ダンス イン ザ ヴァンパイアバンド Dansu in za vanpaia bando)
- Arakawa Under the Bridge (jap. 荒川アンダー ザ ブリッジ Arakawa andā za burijji)
- Arakawa Under the Bridge × Bridge (jap. 荒川アンダー ザ ブリッジ×ブリッジ Arakawa andā za burijji × burijji)
- Soredemo machi wa mawatteiru (jap. それでも町は廻っている)

2011
- Puella Magi Madoka☆Magica (jap. 魔法少女まどか☆マギカ)
- Maria†Holic: Alive (jap. まりあ†ほりっく あらいぶ Maria† horikku araibu)
- Denpa on'na to seishun otoko (jap. 電波女と青春男)
- Katte ni kaizō (jap. かってに改蔵 kattenikaizō)
- Mahō sensei negima anime FINAL (jap. 魔法先生ネギま！ ANIME FINAL mahōsenseinegima anime FINAL)

2012
- Nisemonogatari (jap. 偽物語)
- Hidamari Sketch × Honeycomb (jap. ひだまりスケッチ×ハニカム Hidamari suketchi × hanikamu)
- Gekijōban Mahō shōjo Madoka☆Magica (zenpen) hajimari no monogatari (jap. 劇場版 魔法少女まどか☆マギカ (前編) 始まりの物語)
- Gekijōban Mahō shōjo Madoka☆Magica (kōhen) eien no monogatari (jap. 劇場版 魔法少女まどか☆マギカ (後編) 永遠の物語)
- Nekomonogatari (Kuro) (jap. 猫物語（黒）)

2013
- Sasami-san@Ganbaranai (jap. ささみさん＠がんばらない)
- Majikaru Suite: Prism Nana (jap. まじかるすいーと プリズム・ナナ Majikaru suīto purizumu Nana)
- Monogatari Series Second Season (jap. 〈物語〉シリーズ セカンドシーズン)
- Gekijōban Mahō shōjo Madoka☆Magica (shinpen) hangyaku no monogatari (jap. 劇場版 魔法少女まどか☆マギカ (新編) 叛逆の物語)

2014
- Nisekoi (jap. ニセコイ)
- Mekaku City Actors (jap. メカクシティアクターズ)
- Hanamonogatari (jap. 花物語)
- Tsukimonogatari (jap. 憑物語)

2015
- Kōpuku Graffiti (jap. 幸腹グラフィティ Kōpuku gurafiti)
- Nisekoi: (jap. ニセコイ:)
- Owarimonogatari (jap. 終物語)

2016
- Koyomimonogatari (jap. 暦物語)
- Kizumonogatari I: Tekketsu-hen (jap. 傷物語 I 鉄血編)
- Kizumonogatari II: Nekketsu-hen (jap. 傷物語 II 熱血篇)
- Kubiki Recycle: aoiro savan to zaregototsukai (jap. クビキリサイクル 青色サヴァンと戯言遣い Kubikirisaikuru aoiro savan to zaregototsukai)
- Sangatsu no Lion (jap. 3月のライオン Sangatsu no raion)

2017
- Kizumonogatari III: Reiketsu-hen (jap. 傷物語 III 冷血篇)
- Uchiagehanabi, shita kara miru ka? Yoko kara miru ka? (jap. 打ち上げ花火、下から見るか？横から見るか？)
- Owarimonogatari (jap. 終物語)
- Sangatsu no Lion (jap. 3月のライオン sangatsu no raion)

2018
- Fate/EXTRA Last Encore
- Zoku Owarimonogatari (jap. 続・終物語)

2020
- Magia Record: Mahō shōjo Madoka☆Magica gaiden (jap. マギアレコード 魔法少女まどか☆マギカ外伝 Magiarekōdo mahō shōjo Madoka ☆ magika gaiden)
- Assault Lily BOUQUET (jap. アサルトリリィ　BOUQUET Asarutoriryi BOUQUET)